# Elliniki Omospondia Filathlon Somateion Antipterisis
Elliniki Omospondia Filathlon Somateion Antipterisis (EOFSA, griechisch Ελληνική Ομοσπονδία Φιλάθλων Σωματείων Αντιπτέρισης) ist der griechische Badmintonverband. Der 1989 gegründete Verband ist die oberste nationale administrative Organisation in der Sportart Badminton in Griechenland.

## Geschichte
Bald nach seiner Gründung wurde der Verband Mitglied in der Badminton World Federation, damals als International Badminton Federation bekannt. 1991 trat man in den kontinentalen Dachverband Badminton Europe, zu der Zeit noch als European Badminton Union firmierend, ein. 1990 starteten die nationalen Titelkämpfe, 2000 die internationalen Titelkämpfe.

## Bedeutende Veranstaltungen, Turniere und Ligen
- Greece Open
- Greece International
- Griechische Meisterschaft
- Mannschaftsmeisterschaft
- Juniorenmeisterschaft
- Greece Juniors

## Bedeutende Persönlichkeiten
- Viktoria Chatzina – Präsidentin